# Liste der Naturdenkmale in Dietingen
| Naturdenkmale | Anzahl |
| ------------- | ------ |
| FND           | 1      |
| END           | 7      |
| Gesamt        | 8      |

Die Liste der Naturdenkmale in Dietingen nennt die verordneten Naturdenkmale (ND) der im baden-württembergischen Landkreis Rottweil liegenden Gemeinde Dietingen. In Dietingen gibt es insgesamt acht als Naturdenkmal geschützte Objekte, davon ein flächenhaftes Naturdenkmal (FND) und sieben Einzelgebilde-Naturdenkmale (END).
Stand: 31. Oktober 2016.

## Flächenhafte Naturdenkmale (FND)
| Name                     | Bild | Kennung     | Einzelheiten | Position | Fläche Hektar | Datum         |
| ------------------------ | ---- | ----------- | ------------ | -------- | ------------- | ------------- |
| "Ried"                   | BW   | 83250110001 | Dietingen    | ⊙        | 1,3           | 21. Feb. 1983 |
| Legende für Naturdenkmal |      |             |              |          |               |               |

## Einzelgebilde (END)
| Name                        | Bild | Kennung     | Einzelheiten | Position | Fläche Hektar | Datum         |
| --------------------------- | ---- | ----------- | ------------ | -------- | ------------- | ------------- |
| Friedenseiche               | BW   | 83250110102 | Dietingen    | ⊙        | 0,0           | 21. Okt. 1950 |
| Friedenslinde               | BW   | 83250110103 | Dietingen    | ⊙        | 0,0           | 21. Okt. 1950 |
| Friedenslinde               | BW   | 83250110105 | Dietingen    | ⊙        | 0,0           | 21. Okt. 1950 |
| 1 Linde                     | BW   | 83250110100 | Dietingen    | ⊙        | 0,0           | 21. Okt. 1950 |
| 1 Schwarzpappel             | BW   | 83250110101 | Dietingen    | ⊙        | 0,0           | 21. Okt. 1950 |
| 2 Linden                    | BW   | 83250110099 | Dietingen    | ⊙        | 0,0           | 21. Okt. 1950 |
| 4 Linden bei Maria-Hochheim |      | 83250110104 | Dietingen    | ⊙        | 0,0           | 21. Okt. 1950 |
| Legende für Naturdenkmal    |      |             |              |          |               |               |